# Жухова
Жухова (пол. Rzuchowa) — село в Польщі, у гміні Плесьна Тарновського повіту Малопольського воєводства.
Населення — 1773 особи (2011).
У 1975-1998 роках село належало до Тарновського воєводства.

## Демографія
Демографічна структура станом на 31 березня 2011 року:
|          | Загалом | Допрацездатний вік | Працездатний вік | Постпрацездатний вік |
| -------- | ------- | ------------------ | ---------------- | -------------------- |
| Чоловіки | 904     | 223                | 592              | 89                   |
| Жінки    | 869     | 225                | 495              | 149                  |
| Разом    | 1773    | 448                | 1087             | 238                  |